# Foveosculum acutum
Foveosculum acutum là một loài tò vò trong họ Ichneumonidae.